# (5694) Berényi
5694 Berenyi (3051 P-L) – planetoida z grupy pasa głównego asteroid okrążająca Słońce w ciągu 4,21 lat w średniej odległości 2,61 j.a. Odkryta 24 września 1960 roku.